# Bodo Helmholz
Bodo Helmholz (* 14. Mai 1913 in Eichwalde; † 24. Dezember 1991) war ein deutscher Jurist und Präsident des Hessischen Landesrechnungshofes.

## Werdegang
Helmholz promovierte 1936 an der Juristischen Fakultät der Universität Erlangen über das Thema „Inwieweit können mehrere Forderungen Hypothek gesichert werden?“. Von Kriegsende bis 1970 war er Leiter des Landesamtes für Vermögenskontrolle und Wiedergutmachung in Frankfurt am Main, das vor allem mit der Rückerstattung des in der Zeit des Nationalsozialismus enteigneten jüdischen Vermögens beauftragt war.
Bei der Bundestagswahl 1961 kandidierte Helmholz für die FDP auf der Landesliste Hessen. Im Juli 1970 war er Dezernent für Verkehrsfragen von Frankfurt am Main, später Tiefbaudezernent.
In Folge der Koalitionsvereinbarung  der sozialliberalen Koalition wurde Helmholz am 25. Oktober 1972 vom Landtag (ohne Aussprache und einstimmig) als Präsident des Landesrechnungshofes gewählt. Er wurde Nachfolger des in den Ruhestand getretenen Gustav Höchsmann (SPD) und hatte  dieses Amt bis 1978 inne.